# グリオネージ
グリオネージ（イタリア語: Guglionesi）は、イタリア共和国モリーゼ州カンポバッソ県にある、人口約5,200人の基礎自治体（コムーネ）。

## 地理

### 位置・広がり

#### 隣接コムーネ
隣接するコムーネは以下の通り。
- カンポマリーノ
- ラリーノ
- モンテチルフォーネ
- モンテネーロ・ディ・ビザッチャ
- パラータ
- ペタッチャート
- ポルトカンノーネ
- サン・ジャーコモ・デッリ・スキアヴォーニ
- サン・マルティーノ・イン・ペンシリス
- テルモリ

## 行政

### 分離集落
グリオネージには、以下の分離集落（フラツィオーネ）がある。
- Sinarca, Monte Capraro ,Monte Antico